# Cordulecerus unicus
Cordulecerus unicus är en insektsart som först beskrevs av Walker 1860.  Cordulecerus unicus ingår i släktet Cordulecerus och familjen fjärilsländor. Inga underarter finns listade i Catalogue of Life.